# Stor-Falktjärnen
Stor-Falktjärnen är en sjö i Bräcke kommun i Jämtland och ingår i Ljungans huvudavrinningsområde.